# Orohermes crepusculus
Orohermes crepusculus is een insect uit de familie Corydalidae, die tot de orde grootvleugeligen (Megaloptera) behoort. De soort komt voor in het westen van de Verenigde Staten.